# Arco Rock Master 1990
Arco Rock Master 1990 byl čtvrtý ročník prestižních závodů ve sportovním lezení, probíhal ve dnech 8.-9. září v italském městě Arco.

## Organizace
Prezident organizačního výboru: Ennio Lattisi, technické zabezpečení: Angeoseneci, hlavní stavěč cest Herve Laille (FRA). Umělá stěna firmy Arcoroc z panelů se strukturami a chyty, výška kolem 20 m, cesty dlouhé kolem 25 m, cesta na OS v obtížnosti 8a+, pracovní cesta (RP) pro ženy 8b, pro muže 8b/c. Hlavní sponzoři: lezecké firmy La Sportiva a Cassin.
V tomto roce byl Rock Master organizovaný jako světové závody ve sportovním lezení ASCI (Mezinárodní asociace sportovních lezců. Pozvaných bylo 28 sportovců na základě klasifikačního žebříčku ASCI k 1.3.1990. Závodů se zúčastnilo 16 mužů a 9 žen.

## Průběh závodů
V lezení na obtížnost se sčítaly výsledky ze závodů na OS a na RP. V lezení na rychlost obhájil titul Francouz Jacky Godoffe, který měl také nejlepší čas na jedné cestě (18.04 s).

### Program
sobota
- lezení na OS
- večer: lezení na rychlost

neděle
- lezení na RP

### Obtížnost na OS
| muži | ženy |
| ---- | ---- |
| 1.   | 1.   |
| 2.   | 2.   |
| 3.   | 3.   |
|      |      |
| 4.   | 4.   |
| 5.   | 5.   |
|      |      |

### Obtížnost na RP
| muži | ženy |
| ---- | ---- |
| 1.   | 1.   |
| 2.   | 2.   |
| 3.   | 3.   |
|      |      |
| 4.   | 4.   |
| 5.   | 5.   |
|      |      |

### Obtížnost celkově
| muži                | ženy         |
| ------------------- | ------------ |
| 1. François Legrand | 1. Lynn Hill |
| 2.                  | 2.           |
| 3.                  | 3.           |
|                     |              |
| 4.                  | 4.           |
| 5.                  | 5.           |
|                     |              |

### Rychlost
| 1. Jacky Godoffe     |
| 2. Andrzej Marcisz   |
| 3. Salavat Rachmetov |
| 4. Alexey Chertov    |